# 2095 Parsifal
2095 Parsifal è un asteroide della fascia principale. Scoperto nel 1960, presenta un'orbita caratterizzata da un semiasse maggiore pari a 2,6408551 UA e da un'eccentricità di 0,0086321, inclinata di 3,58415° rispetto all'eclittica.
L'asteroide porta il nome di Parsifal, uno dei Cavalieri della Tavola rotonda.